# Ana Polak Petrič
Ana Polak Petrič, slovenska pravnica in diplomatka, * 22. julij 1978
Let 1996 se je vpisala na Pravno fakulteto in Univerze v Ljubljani, leta 2005 pa opravila Državni pravosodni izpit. Nadalje se je vpisala na Diplomatsko akademijo in Univerzo na Dunaju, kjer je magistrirala iz mednarodnih odnosov ter na Evropski pravni fakulteti doktorirala s področja mednarodnega prava. Od leta 2015 je docentka mednarodnega prava, mednarodnih odnosov in evropskega prava. Je avtorica več del s svojega strokovnega področja in odgovorna urednica zbirke Mednarodno pravo.
Leta 2003 se je zaposlila na Ministrstvu za zunanje zadeve Republike Slovenije. Leta 2019 je bila za štiri leta imenovana za veleposlanico Republike Slovenije v Tokiu na Japonskem. Od leta 2022 je veleposlanica v Berlinu.

### Zasebno
Njen oče je nekdanji diplomat in politik Ernest Petrič, mama pa je bila televizijska napovedovalka Jana Čede. Z možem ima sina. Včasih se je ukvarjala z ritmično gimnastiko.